# Kostel Povýšení svatého Kříže (Bělá pod Bezdězem)
Římskokatolický kostel Povýšení svatého Kříže v Bělé pod Bezdězem je gotická, později barokizovaná, sakrální stavba ve spodní části Masarykova náměstí. Je chráněn jako kulturní památka.

## Historie

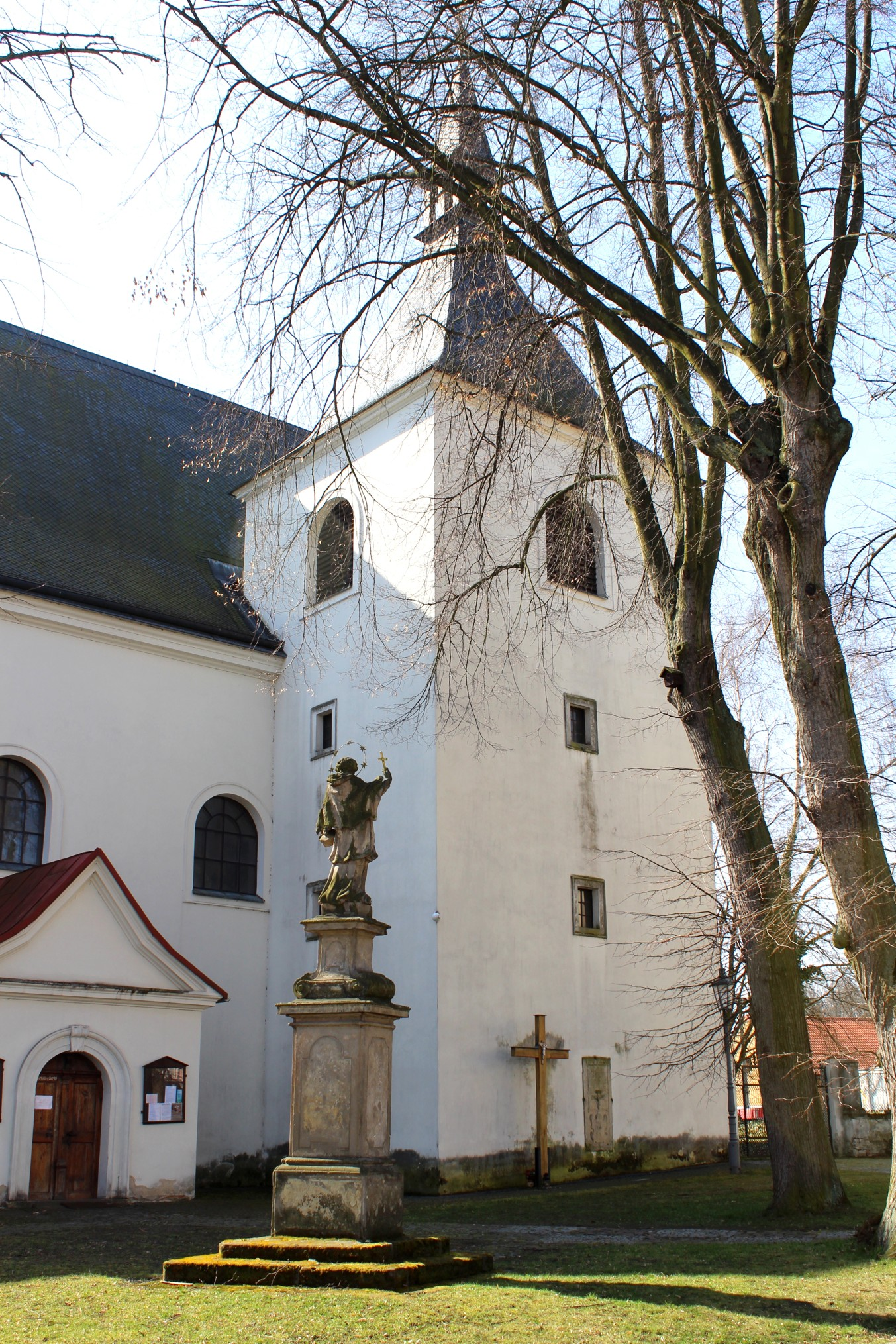
Věž kostela se sochou sv. Jana Nepomuckého

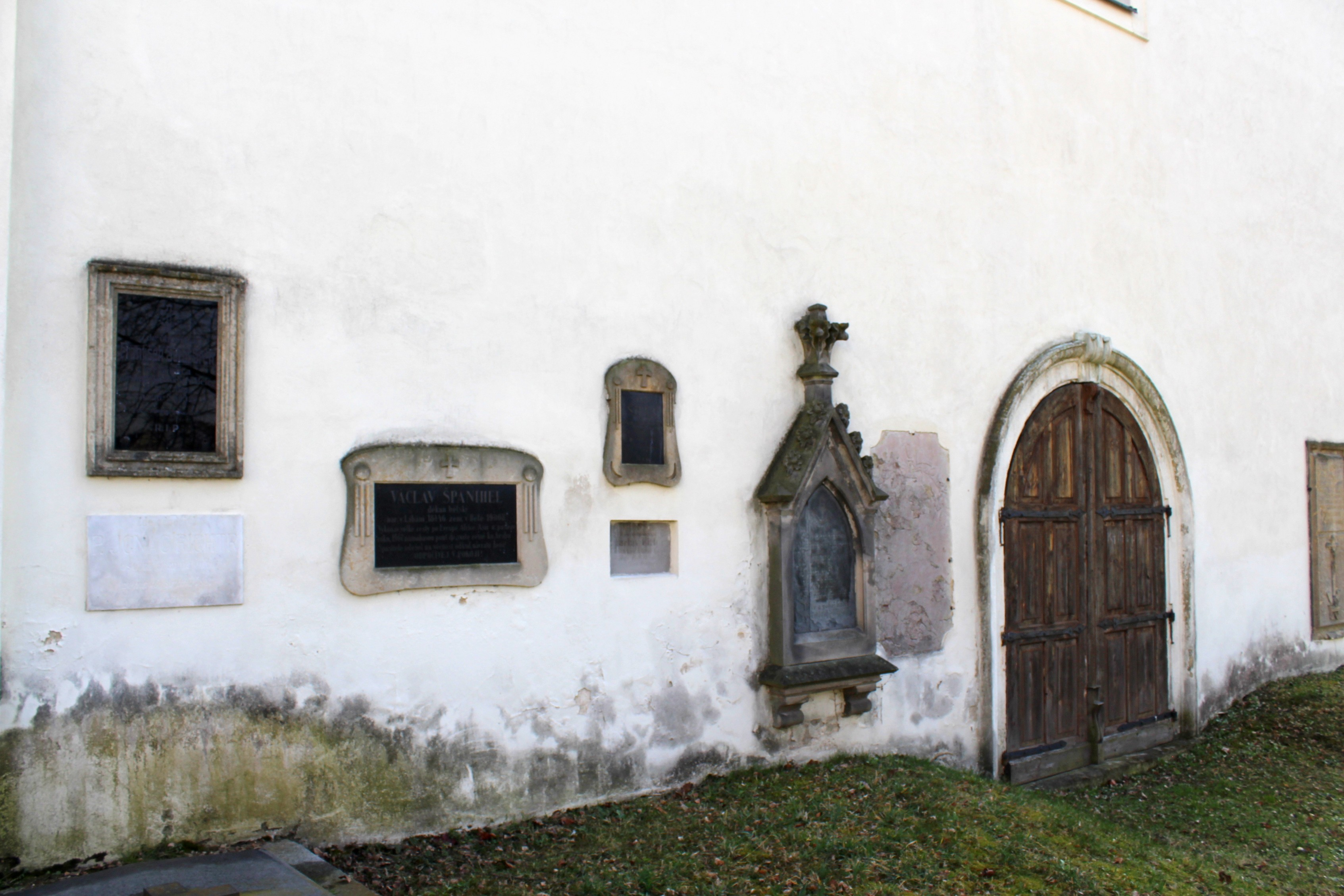
Náhrobníky na zdi kostela

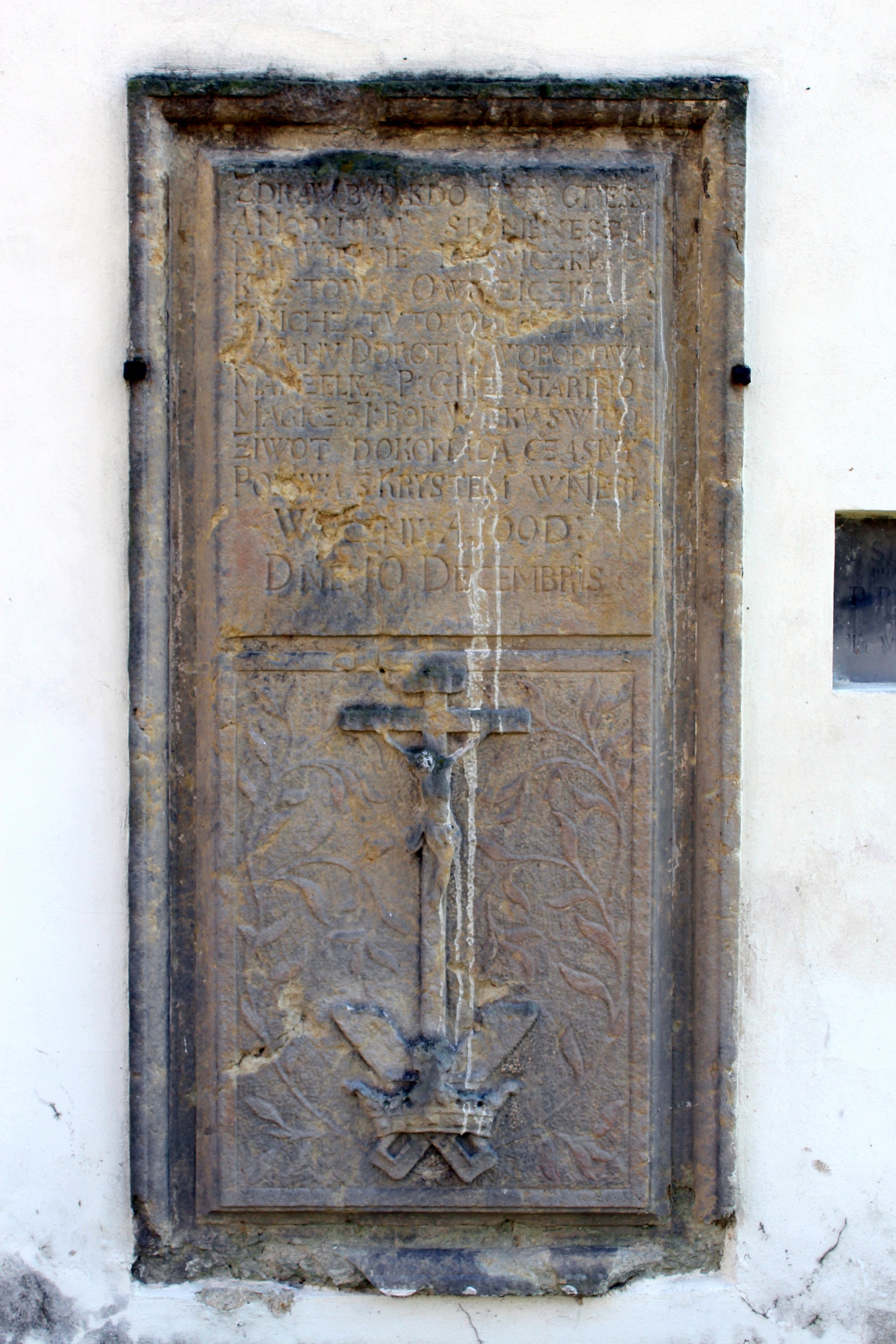
Náhrobek z roku 1690

Kostel byl založen v první třetině 14. století zároveň s městem. Z období založení se do dnešní doby zachoval jen presbytář se sakristií a v půdoryse i ostatní části stavby. Po požáru v roce 1635, který poškodil loď kostela i věž, došlo v letech 1650–1655 k raně barokní úpravě. Byla přestavěna loď s věží a kostelu byla dána dnešní podoba. Větší oprava proběhla pak v roce 1881. Ve vnější zdi kostela je zazděno několik starých náhrobníků pocházejících ze 17.–19. století. K rozsáhlé úpravě interiéru kostela došlo po roce 2000. Byl při této úpravě restaurován barokní mobiliář (soubor oltářů a kazatelny) a rovněž k restaurování vnitřní výmalby z konce 19. století. Vzhledem k rozsáhlosti a náročnosti prací bylo restaurování rozvrženo do několika částí. Do roku 2009 bylo provedeno v pěti ročních etapách restaurování maleb celého presbytáře a vítězného oblouku. Další restaurátorské práce pokračují.

## Architektura

### Exteriér
Kostel je jednolodní. Má obdélný pětiboce uzavřený presbytář. Po severní straně presbytáře se nachází rozlehlá čtvercová sakristie. Po severní straně lodi je předsíň, která má zevně opěráky a okna hrotitě uzavřená bez kružeb. Okna v lodi jsou půlkruhově uzavřená. V západní a severní stěně jsou raně barokní portály.

### Interiér
Presbytář má v klenbě dvě pole křížové žebrové klenby. V závěru presbytáře je klenba paprsčitá s žebry hruškového profilu vedoucími na konzoly. K jejich úpravě došlo zřejmě až roku 1881. Dvě žebra v závěru kostela za hlavním oltářem se sbíhají na přípory. Sakristie představuje architektonicky vzácný prostor. Pochází z období kolem poloviny 14. století. V klenbě má čtyři pole křížové žebrové klenby vedoucí na osmiboký hranolový střední pilíř a konzoly. Upravena byla v roce 1732. Loď má valenou klenbu s lunetami na polopiliřích. V presbytáři se nacházely fresky, které byly zabílené v roce 1787. Kostel byl pak v roce 1894 vymalován A. Klosem.

### Zařízení
Hlavní oltář je raně barokní, zřejmě z roku 1689. K jeho obnově došlo v roce 1881 a také v letech 2003–2004. Je portálový s boltcovým ornamentem. V dolní části je obraz Nalezení sv. Kříže, domalovaný 27. května 1676. V nástavci je obraz Korunování Panny Marie. Po stranách nad brankami jsou sochy sv. Barbory a sv. Kateřiny z první poloviny 18. století. Po stranách hlavního oltáře stojí dvě sochy andělů s nástroji Kristova umučení. Pravý boční oltář je portálový. Je zasvěcen sv. Jiří a pochází z roku 1671. Jeho autorem je malostranský řezbář J. Boháč. V dolní části je obraz sv. Jiří a v nástavci se nachází kvalitní obraz sv. Kateřiny. Oba obrazy byly namalovány v době vzniku oltáře. J. Boháč je patrně i autorem levého oltáře, který vznikl v téže době jako pravý oltář. Na levém oltáři je obraz Panny Marie Bolestné z roku 1881 od Václava Šebeleho z Písku. V nástavci se nachází obraz sv. Barbory ze 17. století. V presbytáři je boční oltář zasvěcený sv. Janu Nepomuckému. Je pseudoempírový a pochází z poloviny 19. století. Obraz na něm jehož autorem je F. Anděl pochází z roku 1884. Jeho dvě sochy andělů pocházejí z poloviny 18. století. Kazatelna pochází z roku 1679, avšak zcela byla obnovena v roce 1881. Proti kazatelně se nachází replika gotické řezby Piety tzv. krásného stylu z období kolem roku 1400. Originál byl objeven na půdě sakristie v roce 1946 a je uložen v Litoměřicích. V lodi kostela se nachází obraz Ukřižování namalovaný v 18. století, dále cechovní (krejčovský) obraz evangelisty sv. Matouše, který byl obnoven v roce 1799 a cechovní obraz (osmera řemesel) z roku 1799 zpodobňujícího evangelistu sv. Jana. Křtitelnice je kamenná, pozdně gotická, z období kolem roku 1500, stojící na tordovaném (šroubovitém) sloupku. Do místa byla přemístěna z Kuřívod. Na kruchtě se nachází obraz Panny Marie Karlovské a obraz sv. Pavla z období kolem roku 1700. Patronátní lavice v presbytáři kostela jsou raně barokní. Pocházejí z období kolem roku 1660 a jsou bohatě zdobené boltcovým ornamentem.
Varhany jsou provedeny v pseudorománském stylu. Pocházejí z roku 1900 a jsou z dílny firmy Rejna a Černý z pražských Vinohrad. Po straně hlavního portálu se nacházejí náhrobníky z let 1690, 1817 a 1811; ve věži z roku 1696 a v presbytáři z roku 1657.

### Zvony
Seznam zvonů doložených ve věži a sanktusníku kostela:
| Název zvonu                                                                        | Výzdoba                                                                      | Nápis | Průměr | Historie zvonu | Stav                               |
| ---------------------------------------------------------------------------------- | ---------------------------------------------------------------------------- | --- | ------ | --- | ---------------------------------- |
|                                                                                    | rostlinné motivy, městský znak, reliéf Ukřižování, P. Marie, sv. Jana        | CHWALTEZ PANA NARODOWE CHWALTEZ GEG WSSICKNI LYDE NEB GEHO MILOSRDENSTWI ROZMNOZENO GEST W NAS MNOZSTWI/ TYTO TRZY ZWONY GSAV SLYTY KE CTI A CHWALE PANA BOHA WSSEMOHAVCYHO SNAKLADEM SAVSEDSKYM SAVSEDVW MIESTA BIELE TEZ SOFĚRAV DOBRYCH LYDI ZA PRYMASTWI P. JANA WOLFA TE DOBY PISARZE RADNIHO P. JANA FERDINANDA A AVRZEDNIKA ZADVSSNIHO WACLAWA SSICE A.D. 1655 MIESTO BIELA/ JOANNES PRICQUEY - STEPHANUS ET JOANNES, FILII EIUS, CIVES CLATTOVIENSES FUSORES HAS TRES CAMPANAS FUDERUNT ANNO DOMINI 1655 | 96 cm  | Jeden z trojice zvonů pořízených v roce 1655 po požáru kostela roku 1635, při kterém se roztavilo 5 starších zvonů. Roku 1890 zvon pukl a nezvonilo se jím. Ulit v klatovské zvonařské huti J. Pricqueye | Zrekvírován v roce 1917            |
|                                                                                    | rostlinné motivy, reliéfy Ukřižování, sv. Jana Křtitele, P. Marie, sv. Petra | PRAWDI GEHO NEPROMMENNOST ZUSTAWA WZDY AZ NA WIECZNOST. A. D. 1655 | 93 cm  | Druhý z trojice zvonů z roku 1655, přečkal na věži rekvírování obou světových válek. Ulit v klatovské zvonařské huti J. Pricqueye                                                                        | Umístěn ve věži                    |
| Poledník                                                                           | monogram IHS, reliéf sv. Augustina, Boha Otce, sv. Františka                 | NEBE Y ZEMIE POMINAV ALE SLOVA PANIE NEZAHINAV A. D. 1655 | 73 cm  | Třetí z trojice zvonů z roku 1655. Ulit v klatovské zvonařské huti J. Pricqueye | Zrekvírován za první světové války |
|                                                                                    |                                                                              | Tento zwon gest přelyty k cti a chwale swateho Jana a Pavla za stasneho panowanj geho wysoce hraběcy Excellency pána pána Vincentiusa hrabete z Waldsteinu, dedičného pana Wartenbergu a Hradisstie Klassteře, Hirschbergu a Bezdezi, w Běly a Kuřiwodech, gegich cys. kral. aposstolske milosti skutečne tagne rady a komornika tež předkragitele w kralowstvj českem, ten čas pod duchownj sprawau welebneho pána faraře Vacslawa Hermana Leta pane 1763                                                       | 57 cm  | Zvon odlitý roku 1763 za Vincence z Valdštejna, přelitý roku 1833 za Kristiána z Valdštejna | Zničen v roce 1917                 |
| OD VINCENCE GSEM VTWOŘEN CHRISTIANA OBNOWEN/ Gegossen von K. W. in böh. Leipa 1833 |                                                                              | | 57 cm  | Zvon odlitý roku 1763 za Vincence z Valdštejna, přelitý roku 1833 za Kristiána z Valdštejna | Zničen v roce 1917                 |
| Umíráček                                                                           |                                                                              | |        | V roce 1740 umístěn do nově postaveného sanktusníku | Neznámý                            |
|                                                                                    | reliéfy Panny Marie, sv. Barbory a sv. Jana Nepomuckého                      | |        | Ulit roku 1739 Mikulášem Pricqueyem v Mladé Boleslavi. Snad totožný s výše uvedeným Umíráčkem | Umístěn ve věži                    |

## Provoz kostela
Kostel slouží především ke konání bohoslužeb a dalších duchovních úkonů, spjatých se životem místních obyvatel. Výroční poutní slavnost v tomto kostele se koná vždy v neděli v blízkosti svátku Povýšení sv. Kříže (tj. 14. září) od 10.00 hodin. Příležitostně se tu však konají i koncerty a prohlídky doprovázené výkladem. Kostel je rovněž každoročně prezentován v rámci Dnů evropského dědictví a několikrát do roka bývá i místem zastavení uměleckých a literárních historiků při odborných sympóziích, exkurzích a kolokviích. Od roku 2014 se zde pořádá i Noc kostelů.

## Okolí kostela

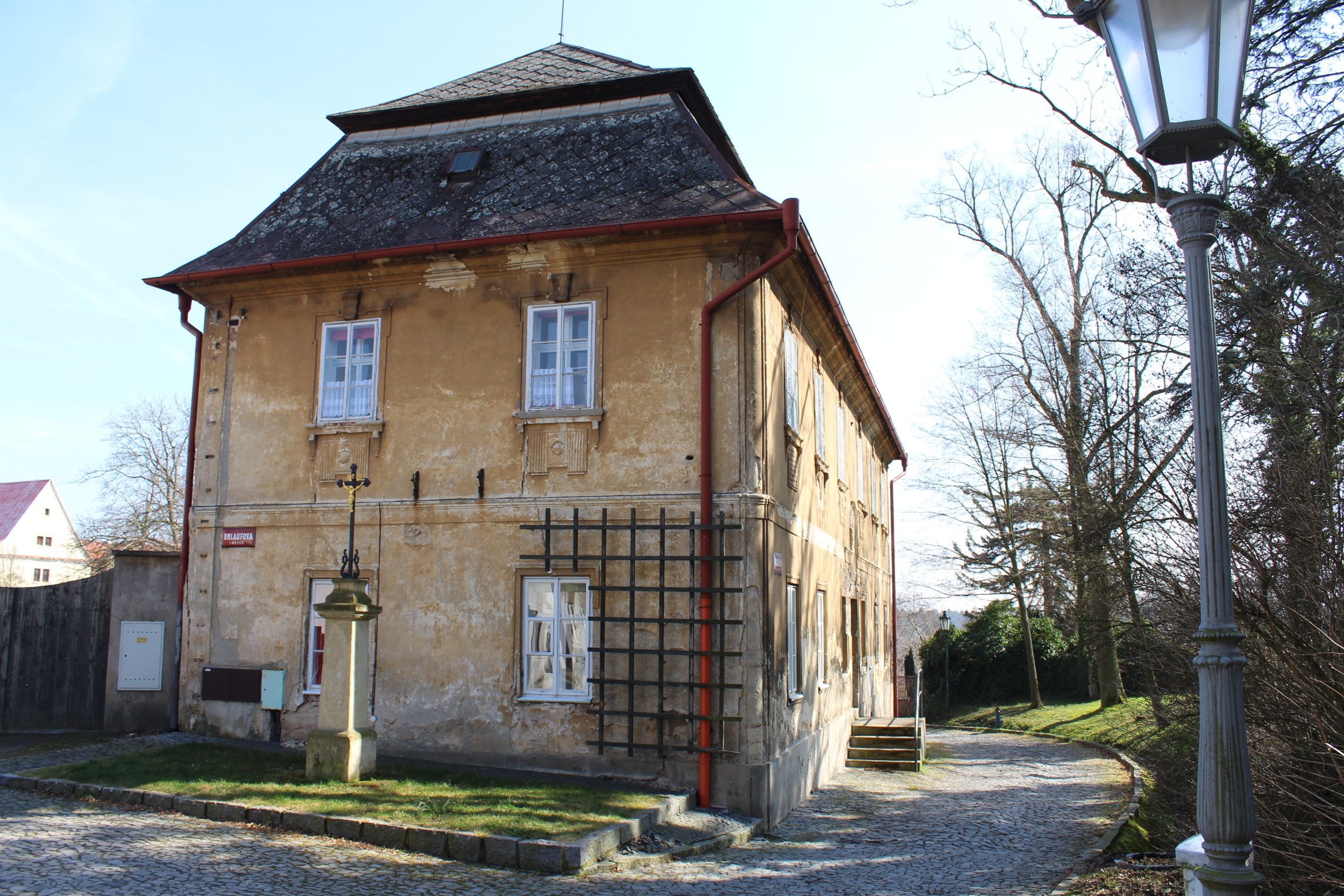
Farní budova před kostelem

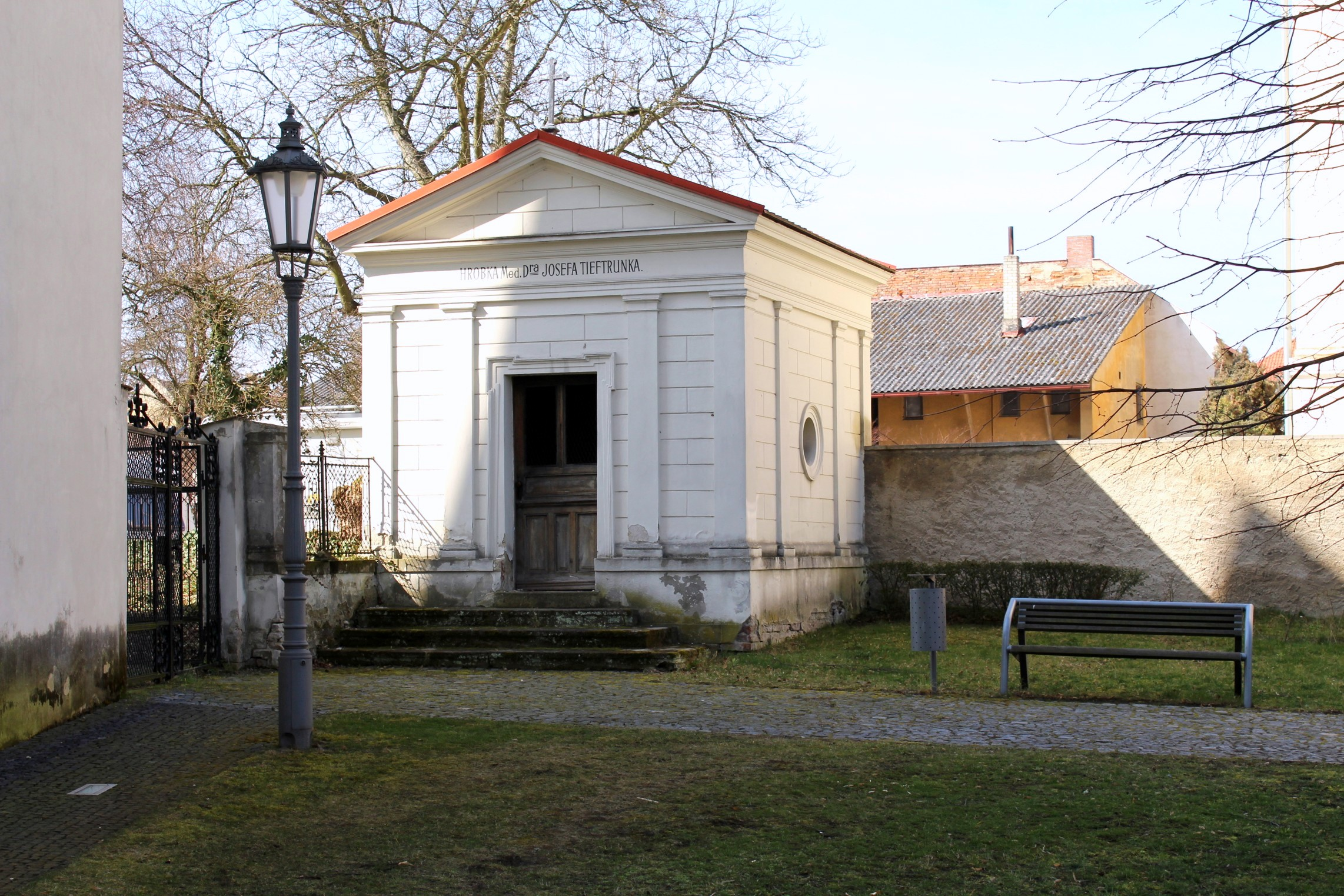
Hrobka dr. Tieftrunka před kostelem

Kolem kostela se rozkládá starý hřbitov se zajímavými empírovými náhrobky a umělecky kovanými nebo litými kříži. Po necitlivých zásazích ve druhé polovině 20. století zde však zůstala jen část původních náhrobků. Zvláště zajímavé jsou náhrobník učitele přírodních věd na někdejší lesnické škole v Bělé, která byla první svého druhu v Čechách, Dr. Emanuela Purkyněho a pozdně empírová zděná hrobka z 1. poloviny 19. století MUDr. Josefa Tieftrunka, osobního lékaře císaře Ferdinanda I. Dobrotivého a dobrodince zdejšího kostela.
U kostela stojí pozdně barokní farní budova z roku 1807. Je obdélná, jednopatrová s mansardovou střechou. Průčelí je zdobeno střídmě. Okna jsou se šambránami s klenáky.
Na prostranství před kostelem stojí pískovcová socha sv. Jana Nepomuckého s latinským chronogramem, uvádějícím, že ji nechal v roce 1722 postavit bělský farář Václav Vít Ignác Cippel.